# Stjärnstör
Stjärnstör (Acipenser stellatus) är en fisk som beskrevs 1771 av Peter Simon Pallas. Arten ingår i släktet Acipenser och förekommer i Kaspiska havet. Den är en av arterna vars rom säljs som klassisk rysk kaviar.

## Utseende
Stjärnstören är en avlång, cylindrisk fisk utan fjäll men med kroppen täckt av fem rader av benplåtar. Mellan dessa har den flera stjärnformade hudtänder. Även huvudet har benplåtar. Munnen kan stjälpas ut som ett rör. Nosen är mycket lång och skovelformad, med 4 korta skäggtömmar, placerade ganska nära munnen. Plåtarna på ryggsidan har strimmor och kraftiga taggar. Ovansidan, inklusive sidornas övre del är svartbrun, medan den nedre delen är ljus, med vitaktig buk. Ryggfenan, som sitter långt bak, har 40 till 46 mjukstrålar, medan analfenan har 24 till 29. Som mest kan fisken bli 220 cm lång och väga 80 kg; vanligtvis är den dock betydligt mindre.

## Utbredning
Stjärnstören finns i Kaspiska, Svarta och Azovska haven, samt tidigare i Egeiska havet. Den har dessutom införts till Aralsjön. Främsta lekfloder är Volga, Ural, Terek, Sulak, Kura, Don, Donau och Kuban. Det är mycket vanligt att arten odlas för utsättning; man beräknar att nästan hela populationen i Azovska havet utgörs av odlad fisk. Största andelen naturligt uppfödd fisk finns i Kaspiska havet, men ändå uppskattas över 50% av dess population vara odlad.

## Ekologi
Stjärnstören är anadrom, det vill säga att den lever i saltvatten (i det här fallet närmast brackvatten) under större delen av sitt liv, och går endast upp i sötvatten för att leka. Den vistas i kustzonen och i flodmynningar med blandad sand- och lerbotten. Den är dock inte någon utpräglad bottenfisk, utan kan även hålla till i de övre vattenlagren. i Kaspiska havet håller den framför allt till på djup mellan 100 och 300 m. De vuxna fiskarna lever framför allt på bottendjur och fisk, som de suger i sig med hjälp av den utskjutbara munnen. Larverna lever av daggmaskar, havsborstmaskar, märlkräftor, pungräkor samt larver och puppor av fjädermyggor. De något äldre ungfiskarna tar framför allt pungräkor och märlkräftor, även om fisk också börjar förekomma i deras diet. Födan fångas nattetid; arten är inaktiv under dagen, då den främst ligger och vilar på bottnen. Till skillnad från många andra störar blir den inte påtagligt gammal; högsta konstaterade ålder är 27 år.

### Fortplantning
I Kaspiska havet blir arten könsmogen vid 6 till 7 års ålder för hanar, vid 7 till 8 år för honor. Leken sker i maj till september när vattentemperaturen ligger på 12º till 29ºC, då den vandrar upp för stora, breda floder där honan lägger sina ägg på sten- eller grusbotten. Den kan även leka på översvämmade flodbankar av ren eller lerblandad sand. Ungarna blir kvar i floden tills påföljande sommar.

## Stjärnstören och människan

### Kommersiell användning
Arten är en av de störar (tillsammans med hus, persisk stör och sterlett) som levererar den klassiska så kallade Iranska kaviaren. som numera kommer främst från den iranska delen av Kaspiska havet.

### Status och hot
Stjärnstören är klassificerad som akut hotad av IUCN, och beståndet minskar kraftigt. Numer är den utrotad från Egeiska havet, och den enda kvarvarande icke-inplanterade populationen i Svarta havet riskerar att försvinna genom överfiske i Donau, där den leker. I Kaspiska havet är den starkt hotad genom överfiske, inte minst illegalt sådant. Mellan 1980 och 2007 uppskattas nedgången ha varit 98%. Artens överlevnad är beroende av fortsatt uppfödning för utsättning, tillsammans med noggrann kontroll av fisket. I Kaspiska och Azovska haven beräknas tjuvfisket vara mellan 6 och 10 gånger större än det legala.